# Eurosport 21
 (août 2015).
Si vous disposez d'ouvrages ou d'articles de référence ou si vous connaissez des sites web de qualité traitant du thème abordé ici, merci de compléter l'article en donnant les références utiles à sa vérifiabilité et en les liant à la section « Notes et références ».
Eurosport 21 est une chaîne de télévision sportive publique de la Communauté française de Belgique appartenant au groupe public Radio-Télévision belge de la Communauté française (RTBF) et à TV Sport SA diffusée du 1er mars 1997 au 1er mars 1999.

## Histoire de la chaîne
Début 1992, l'administrateur général de la RTBF, Robert Stéphane, soumet au conseil d'administration l'idée de remodeler Télé 21, dont l'audience est moribonde, en l'associant à Eurosport ou Canal J. Il envisage ensuite l'éclatement de Télé 21 en trois chaînes: une culturelle, une régionale et une sportive. Cette dernière aurait pour nom Eurosport 21 et diffuserait les programmes français d'Eurosport et ferait des décrochages pour diffuser du sport belge. Pour cela une convention devrait lier la RTBF, l'Union européenne de radio-télévision et TF1, propriétaire d'Eurosport. La négociation n'aboutit pas et la RTBF met à l'antenne le 21 mars 1993 une nouvelle mini-chaîne sportive baptisée Sports 21 diffusée jusqu'au 28 mars 1994.
En juin 1996, Jean-Louis Stalport, l'administrateur général de la RTBF, relance l'idée du partenariat avec Eurosport face à l'inflation des droits sportifs qui contraint la RTBF à renoncer à certaines retransmissions. La RTBF commence alors à négocier avec les responsables d'Eurosport France, demandeurs eux-mêmes d'un partenariat avec une chaîne exclusivement sportive qui ferait des décrochages régionaux. Le 1er mars 1997, Télé 21 divise son offre de programmes entre une nouvelle chaîne culturelle, La Deux, et Eurosport 21, diffusée exclusivement sur le câble sur l'ancien canal d'Eurosport en Wallonie et d'Eurosport France à Bruxelles, et qui propose des fenêtres de programmes sportifs produits par la RTBF, insérées dans le programme complet d'Eurosport France.  
Cette diffusion exclusive d'Eurosport 21 par le câble en Wallonie et à Bruxelles prive les téléspectateurs non câblés de la Communauté française (5 % de la population) et les francophones de Flandre abonnés au câble de la retransmission d'évènement sportifs par la RTBF.
Les faibles audiences de la chaîne, mais avant tout des raisons pécuniaires et l'énorme succès de la diffusion du Mondial 98 sur le réseau hertzien de La Une et La Deux afin de garantir un maximum de visibilité à l'évènement, amènent les dirigeants de la RTBF à dénoncer l'accord de partenariat liant l'institut public à Eurosport le 15 juillet 1998. 
Initialement fixée au 1er septembre 1998, la disparition d'Eurosport 21 a finalement lieu le 1er mars 1999. Elle est remplacée sur son canal par Eurosport et Eurosport France. La Deux, qui conserve son nouveau réseau d'émetteurs hertziens mis en place pour la coupe du monde de football 1998 et demeure ainsi accessible au plus grand nombre, reprend la diffusion des évènements sportifs de la RTBF.

## Identité visuelle

### Logo

Logo d'Eurosport 21 du 1er mars 1997 au 1er mars 1999

## Organisation

### Dirigeants
Administrateurs généraux :
- Jean-Louis Stalport : 1er mars 1997 - 7 mai 1997
- Christian Druitte : 24 juin 1997 - 1er mars 1999

Directeur :
- Jean-Philippe Art

### Capital
Eurosport 21 était éditée par le groupe audiovisuel public RTBF et par TV Sport SA.

## Programmes
Eurosport 21 diffuse les événements sportifs dont la RTBF possède les droits insérés dans le programme d'Eurosport France. La chaîne diffuse du cyclisme (Tour de France), de l'athlétisme, de la natation, mais aussi les meetings du «Golden Four», parmi lesquels le «Van Damme», et les réunions IAAF, les Grands Prix de motos et de F1 et les 24 h de Francorchamps, les demi-finales et la finale de Wimbledon et la demi-finale de Fed Cup. 